# Twink Caplan
Twink Caplan (ur. 25 grudnia 1947 roku w Pittsburgh w Pensylwanii w USA) – amerykańska aktorka filmowa i telewizyjna.

## Wybrana filmografia
- 2009: Low Grounds: The Portal jako Roberta
- 2008: Secrets of a Hollywood Nurse jako Marla Sinclair
- 2008: Sweet Tessie and Bags  jako Sweet Tessie
- 2007: In Search of a Midnight Kiss jako Matka Wilsona
- 2007: Nigdy nie będę twoja (I Could Never Be Your Woman) jako Sissy
- 2003: Śnieżne jaja (Winter Break) (2003) jako Pani Goldberg
- 1996-1997: Clueless jako Miss Geist
- 1990: I kto to mówi 2 (Look Who's Talking Too) jako Rona
- 1989: I kto to mówi (Look Who's Talking) jako Rona